# Lois Viktor
Lois Viktor (Tatabánya, 1950. szeptember 17.–) Munkácsy-díjas magyar szobrász, festőművész. Autodidakta. Főleg hangszerszobrairól ismert.

## Életpályája
- Autodidakta művész. 1974-től foglalkozik önállóan  képzőművészettel. 1982 óta Szentendrén él. Kezdetben "organikus, elvont formákat idéző, merész áttörésekkel tagolt faszobrokat" alkotott, ezeket Komárom megyei kollektív kiállításokon mutatta be. A következő korszakában fémekkel kezdett el dolgozni, még később fotókat, filmeket készített, performance-okat adott elő. 1976-ban készítette el az első kinetikus művét, az Erőfitogtató mobilt.
- Az 1980-as - 1990-es évek során különböző időtartamú programokat valósított meg (bútorok, járművek, szélgépek), az egyes műegyütteseket kiállításokon mutatta be.  A legnagyobb műtárgyegységet termő korszakában hangszerszobor-együttest hozott létre, amelyhez a kondicionáló szobormechanikák konstrukciói kapcsolódtak. 1987 és 1995 között alkotott kb. 130  hangszerszobrából válogatott kollekció, ill. ezen alkotáscsoport egy része szerepelt 1993-ban a Velencei Biennálén. Ez az együttes lett az alapja az 1996-ban Hangfürdő címmel a tatabányai Bányászati és Ipari Skanzenben megnyílt állandó bemutatónak. A művész 1997-ben ugyanitt megszervezte és vezette az első tatabányai fémszobrász- és zenei alkotótelepet.

## Díjai, elismerései
- Munkácsy-díj (1993)

## Stílusa
Stílusát Wehner Tibor így jellemzi: "Munkáinak előképei a szürrealista-dadaista tárgykollázsok, párhuzamai a talált tárgyak és a talált tárgyakból szerkesztett, felépített, a hagyományos szobrászat anyagait és technikáit, műformáit elvető konstrukciók. E konstrukciók különleges, egyedi vonása, hogy használati tárgyakként is funkcionálnak, de e funkciók az abszurditások világába vezérelnek: az állványszobrok, a falhoz kötődő, reliefszerű és a függesztett elemek mozdulatlanul és az emberi energia vagy elektromosság hatására hely-, ill. helyzetváltoztató mozgásaikkal és auditív effektusaik révén bonyolult hatásrendszereket indukálnak. A meginduló, majd megálló, az egy-egy pályát bejáró és a mozdulatlan, változatlan szerkezetek egyszerre logikus és érthetetlen jelenségek megtestesítői."

## Egyéni kiállításai
- 1979 • Jazz Klubok Országos Találkozója, Ujvárosi Klubkönyvtár, Tatabánya
- 1979 • Patanyomatok, Fiatal Művészek Klubja, Budapest
- 1981 • Fiatal alkotók szabad hazában Zsombolyai Máriával, Bányász Klubkönyvtár, Oroszlány
- 1983 • Ember a kapcsolatok tükrében, Ferencvárosi Pincegaléria
- 1985 • Magyar bútorprogram a Kecskelábú Asztaltól az Anti Designig [Halász Károllyal], Templom Galéria, Vác
- 1986 • Új Magyar Járműprogram a Technikai Haladás Nyomában, Óbudai Pincegaléria, Budapest
- 1987 • Mosolymosó hangszerek, Művésztelepi Galéria, Szentendre • Földalatti léghajó, Guba Peta pincéje, Szentendre
- 1988 • Hat új hangszer, Liget Galéria, Budapest
- 1989 • Nagyfeszültségű Üzenet, Csók Képtár, Székesfehérvár [fe Lugossy Lászlóval] (kat.)
- 1990 • Gigant II, De Fabriek, Eindhoven (NL)
- 1990 • Hangutazás, XLIV. Velencei Biennálé, Velence, Magyar Pavilon
- 1991 • Gondolatnehezék, Merlin Színház, Budapest
- 1992 • Kamaszkorom utolsó nyara (5 év 70 hangszere), Fővárosi Képtár, Budapest (kat.)
- 1994 • Felhőmosó, ~ háza, Szentendre
- 1995 • Gigant III, Offenes Kulturh., Linz • Utórezgés I., Salamon-torony, Visegrád • Tatabányai Múzeum, Tatabánya
- 1996 • Utórezgés II., Barcsay Iskola Galéria, Szentendre • Hangfürdő, ~ állandó kiállítása, Bányászati és Ipari Skanzen, Tatabánya
- 1997 • Szentendrei Kortárs Pantheon. ~ háza, Szentendre.

## Kiállításai
- Erőgépek (0)
- Nagy Magyar Testépítő és Szellemépítő Szalon (2002)
- Géphangszerek (hangszerszobrok) (2003)

## Válogatott csoportos kiállításai
- 1976–1978 • Szentendrei Szabadtéri Tárlatok, Szentendre, Templom tér
- 1978–1988 • A Vajda Lajos Stúdió Galéria kiállításai, Szentendre, Vajda Lajos Stúdió Galéria, Budapest
- 1982 • Többféle realizmus, Fészek Galéria, Budapest
- 1983–1985 • Fiatal Képzőművészek Stúdiója Egyesület-kiállításai, Budapest
- 1985 • 101 tárgy, Objektek 1955–1985, Óbuda Galéria, Budapest
- 1986 • Idézőjelben, Csók Képtár, Székesfehérvár
- 1986–1990 • A szentendrei Art'éria Galéria kiállításai
- 1988 • mSZAFTm, a VLS és meghívott barátaik közös kiállítása, Ernst Múzeum, Budapest
- 1987 • Új magyar művészet, Rote Fabrik Kulturzentrum, Zürich • Kerékpárok, Design Center, Budapest
- 1988 • Groteszk Art, Kernstok Terem, Tatabánya
- 1992 • Dialog, Vigadó Galéria, Budapest
- 1995 • Helyzetkép, Műcsarnok, Budapest.

## Koncertjei
- 1987–1989: A Nehezék Csoport koncertjei, Szentendre; Budapest; Moszkva; Bécs
- 1993–1997: a Tundravoice hangszerszobor-zenekar fellépései, Szentendre; Velence; Budapest; Moszkva; Bécs; Linz; Homoródfürdő (RO); Pozsony; Vác; Eindhoven (NL); Maastricht (NL).

## Köztéri művei
- Vastotem (vas, 1996, Tatabánya, Bányászati és Ipari Skanzen)
- Szénmolnár (vas, 1997, Tatabánya, Bányászati és Ipari Skanzen).

## Művei közgyűjteményekben
- Ferenczy Múzeum, Szentendre
- Kortárs Művészeti Múzeum/Ludwig Múzeum, Budapest

## Megjelent hanganyagai
- Lois Ballast, magánkiadás, 1988
- Lois Ballast Live in De Fabriek, magánkiadás, 1990
- Solidart Minifest, Budapest, Talentumi HC, 1990
- Nap Nap Fesztivál, Budapest, BAHIA MC, 1992
- Tundravoice, Budapest, BAHIA MC, 1994
- Tundravoice Bálványbál, Budapest, Crossroads Records MC, 1997
- Sound Off (1995–1996), Bratislava, SNEH CD, 1997

Jövőszázad fesztivál 97, Budapest, Crossroads Records MC, 1997

## Film a művészről
- Wehner T.-M. Nagy R.: A hangok fürdőjében, ~ szobrászművészről, MTV 2., 1997. február 17.